# 針晶海綿
針晶海綿（學名：Raphidonema），又名針線海綿，是一屬已滅絕的海綿，生存於白堊紀至始新世，生活在溫暖的淺海中。牠們的外觀呈現不規則的杯形，而且大小相差很大，身體內壁光滑，外壁則布滿了圓圓的球形突起。骨針為石灰質而非矽質。

## 物種
- Raphidonema farringdonense Sharpe, 1854

## 外部連結
- Raphidonema in the Paleobiology Database